# 헨리 애덤스의 교육

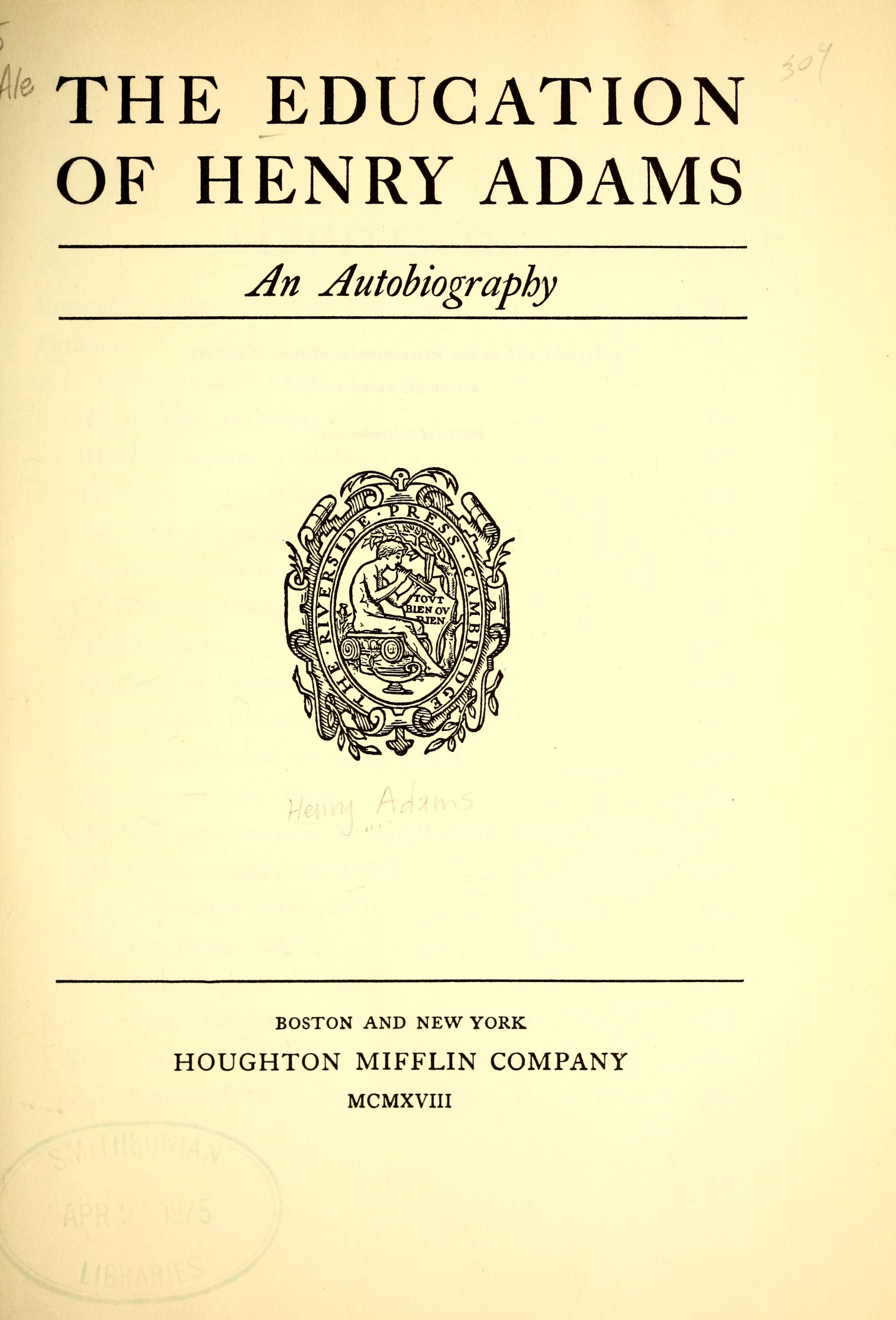

《헨리 애덤스의 교육》(The Education of Henry Adams)은 보스턴 출신의 헨리 애덤스(1838-1918)가 말년에 젊었을 때와는 너무나 다른 20세기의 여명을 맞이하기 위한 투쟁을 기록한 자서전이다. 19세기 교육 이론과 실천에 대한 날카로운 비판이기도 하다. 1907년 애덤스는 자신의 비용으로 인쇄된 한정판 사본을 개인적으로 배포하기 시작했다. 책의 상업적 출판은 저자의 1918년 사망을 기다려야 했고, 그 결과 1919년 전기 또는 자서전 부문으로 퓰리처상을 수상했다.
그것은 애덤스의 일생 동안 일어난 사회적, 기술적, 정치적, 지적 변화에 대한 확장된 명상이다. 애덤스는 그의 전통적인 교육이 이러한 급격한 변화를 받아들이는데 도움이 되지 못했기 때문에, 자기 교육에 대한 그의 필요를 받아들이는데 실패했다고 결론지었다. 이 책의 줄거리는 어떻게 "적절한" 학교와 그의 젊은 시절의 다른 측면들이 낭비되었는가이다. 그래서 그는 경험, 우정, 그리고 독서를 통해 자기 교육을 찾는다.